# Democracia Cristiana Andaluza
Democracia Cristiana Andaluza (DCA) fue un partido político español fundado en 1976, de ámbito regional, circunscrito a Andalucía.

## Historia
El partido tiene sus antecedentes en el Partido Popular Democrático Andaluz (PPDA), surgido en 1976 como sección local de la Federación Popular Democrática. Formó parte de Coordinación Democrática, y en octubre de ese año sostuvo conversaciones con el Partido Popular Demócrata Cristiano (PPDC), Izquierda Democrática (ID) y el Partido Popular (PP) para converger en un solo partido democristiano, lo cual finalmente no prosperó.
El 13 de febrero de 1977, el Consejo Regional de Izquierda Democrática aprobaba la conjunción con el PPDA, conformándose de esta forma la sección regional de la Federación de la Democracia Cristiana. El 17 y 18 de septiembre de 1977 se realizó en Rincón de la Victoria (Málaga) el Primer Congreso General de la DCA, en el cual se descartó la posibilidad de integrarse en Unión de Centro Democrático (UCD). El partido fue inscrito en el Registro de Partidos Políticos del Ministerio del Interior el 8 de noviembre de 1977.
El partido fue un firme defensor de la autonomía de Andalucía, apoyando la aplicación del artículo 151 de la Constitución. El 4 de diciembre de 1978 la DCA fue uno de los partidos firmantes del Pacto de Antequera, mediante el cual buscaban consenso para tramitar la autonomía andaluza. El 13 de enero de 1979 se realizó el II Congreso General del partido en Cádiz, en la cual se desechó la idea de disolver el partido, y a la vez un grupo de militantes del partido renunció para integrarse en UCD.